# Un autre monde (chanson)
Pour les articles homonymes, voir Un autre monde.
Singles de Téléphone
Oublie ça New York avec toi
Pistes de Un autre monde
Electric Cité
Un autre monde est une chanson composée par le groupe Téléphone, sortie en 1984 dans l'album Un autre monde et chantée par Jean-Louis Aubert.
La chanson atteint le no 5 au Top 50 ; le single y reste classé 25 semaines d'affilée, et le clip de la chanson, produit par Alain Massiot et réalisé par Jean-Baptiste Mondino, alors en pleine ascension, n'est sans doute pas complètement étranger à ce succès.
Le single s'est écoulé à plus de 500 000 exemplaires en France.

## Crédits
- Jean-Louis Aubert : chant, guitare rythmique
- Louis Bertignac : guitare solo, chant, chœurs
- Corine Marienneau : basse, chœurs
- Richard Kolinka : batterie, percussions
- Paul  « Wix » Wickens : synthétiseur

## Reprises
- Les Enfoirés, en 1994 sur l'album Les Enfoirés au Grand Rex et en 2019 sur l'album Le Monde des Enfoirés
- Les Bidochons rebaptisés Les Bidophones ont parodié cette chanson renommée Une autre tombe en 1997 sur l'album Cache ton machin
- Scala & Kolacny Brothers, en 2002 sur l'album Scala On The Rocks
- Star Academy 2, en 2003 sur l'album Les Singles
- Rock Kids, en 2003 sur l'album Kids Will Rock You
- Jayhem, en 2009 sur l'album Il est cinq heures 02 Kingston s'éveille
- Christophe Maé, en 2010 sur l'album On trace la route (live)
- Stefan Filey, en 2011 sur l'album The Lost Album
- Marie-Sohna Condé et Sandra Nkaké, en 2011 sur l'album Toi, moi, les autres (bande originale du film)
- Le groupe Superbus, en 2015 dans le cadre de la compilation hommage Ça, c'est vraiment nous

## Classements
| Classement (1984) | Meilleure position |
| ----------------- | ------------------ |
| France (SNEP)     | 5                  |